# Stentor muelleri
Espèce
Synonymes
- Stentorina stentorea (Linné, 1767) Bory, 1824
- Stentor mulleri Ehrenberg, 1832
- Vorticella stentorea (Linné, 1767) Müller, 1773
- Hydra stentoria Linné, 1758
- Stentor solitarius Oken, 1815
- Stentorina roeselii Bory, 1825
- Hydra stentorea Linné, 1767

Stentor muelleri est une espèce de ciliés, un type d'eucaryotes uni-cellulaires se nourrissant d'algues.

## Description
Il a la forme d'une corne et mesure entre 0,5 et 1 millimètre de long, rarement jusqu'à 3 millimètres.

## Habitat
Il se trouve dans l'eau douce et parfois dans les estuaires. 

## Sources